# Pycnogonum guyanae
Pycnogonum guyanae is een zeespin uit de familie Pycnogonidae. De soort behoort tot het geslacht Pycnogonum. Pycnogonum guyanae werd in 1975 voor het eerst wetenschappelijk beschreven door Stock. 